# Saint George (Grenada)
Saint George is een van de zes parishes van Grenada. De hoofdstad is Saint George's, dat tevens de landshoofdstad is.

## Overzicht
Saint George is in 1650 door de Fransen gesticht. In 1885 werd het de hoofdstad van Grenada. De stad heeft de belangrijkste haven, en de Maurice Bishop International Airport, de internationale luchthaven, bevindt zich in de parish. Het Grand Anse-strand is het belangrijkste strand en bevindt zich 10 km ten zuiden van de hoofdstad. Het heeft drie km crèmewitte stranden aan een azuurblauwe oceaan.
Fort George is een fort uit 1705. In 1983 werd de afgezette president Maurice Bishop in het fort gefusilleerd, hetgeen een aanleiding was tot de invasie van Grenada. Het fort is open voor bezoek, maar is gedeeltelijk vervallen.

## Galerij

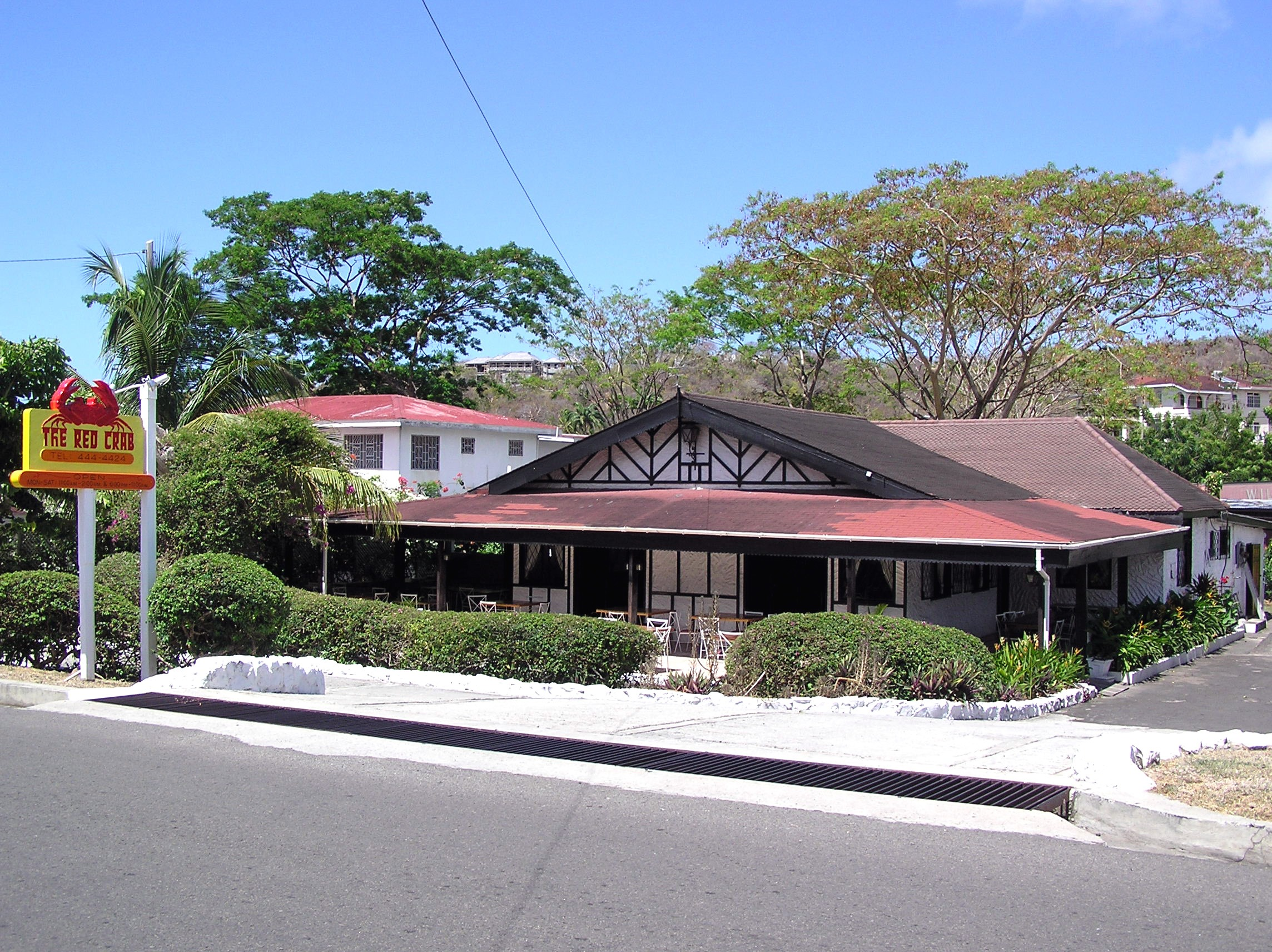
Restaurant
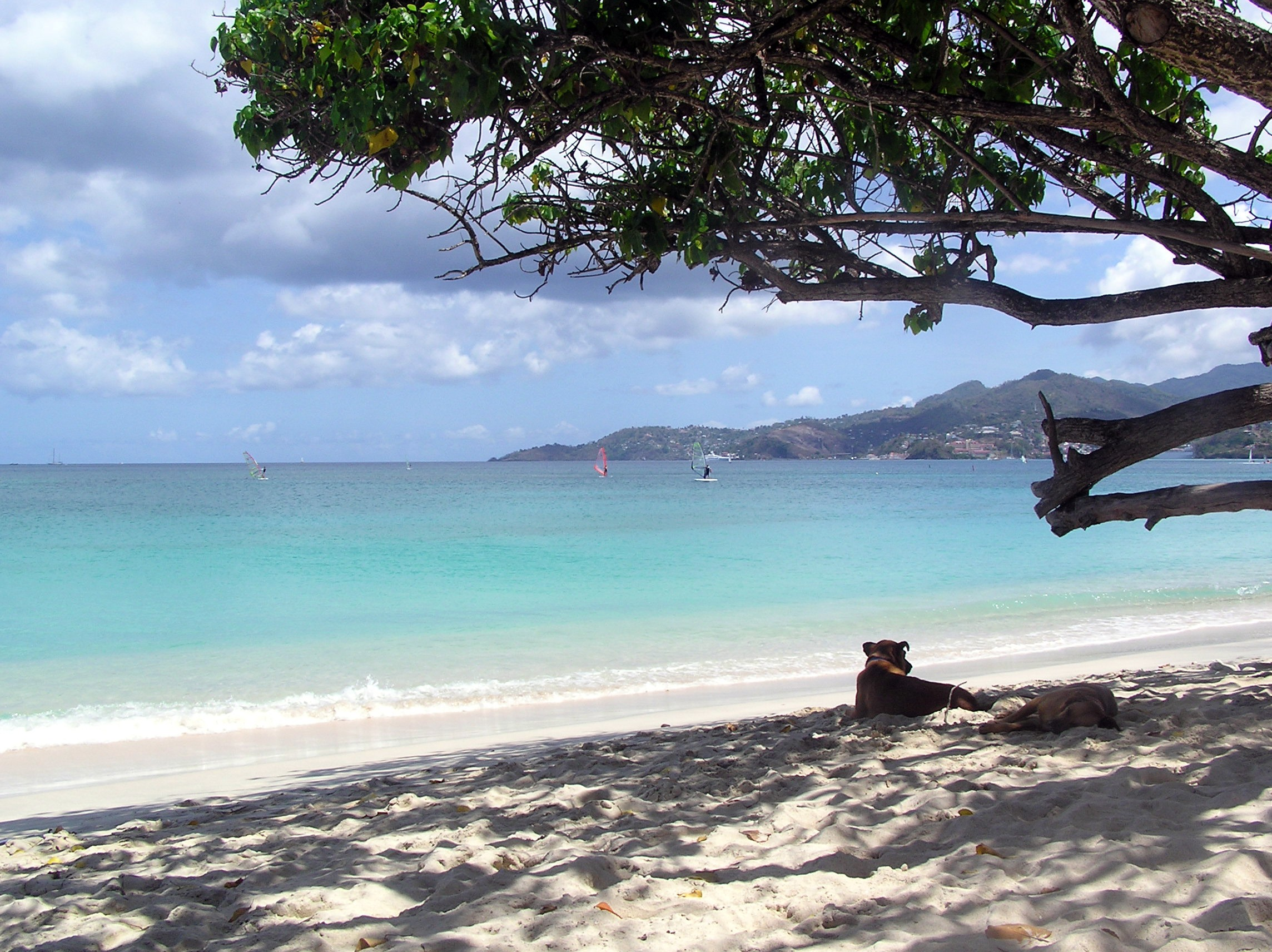
Grand Anse-strand
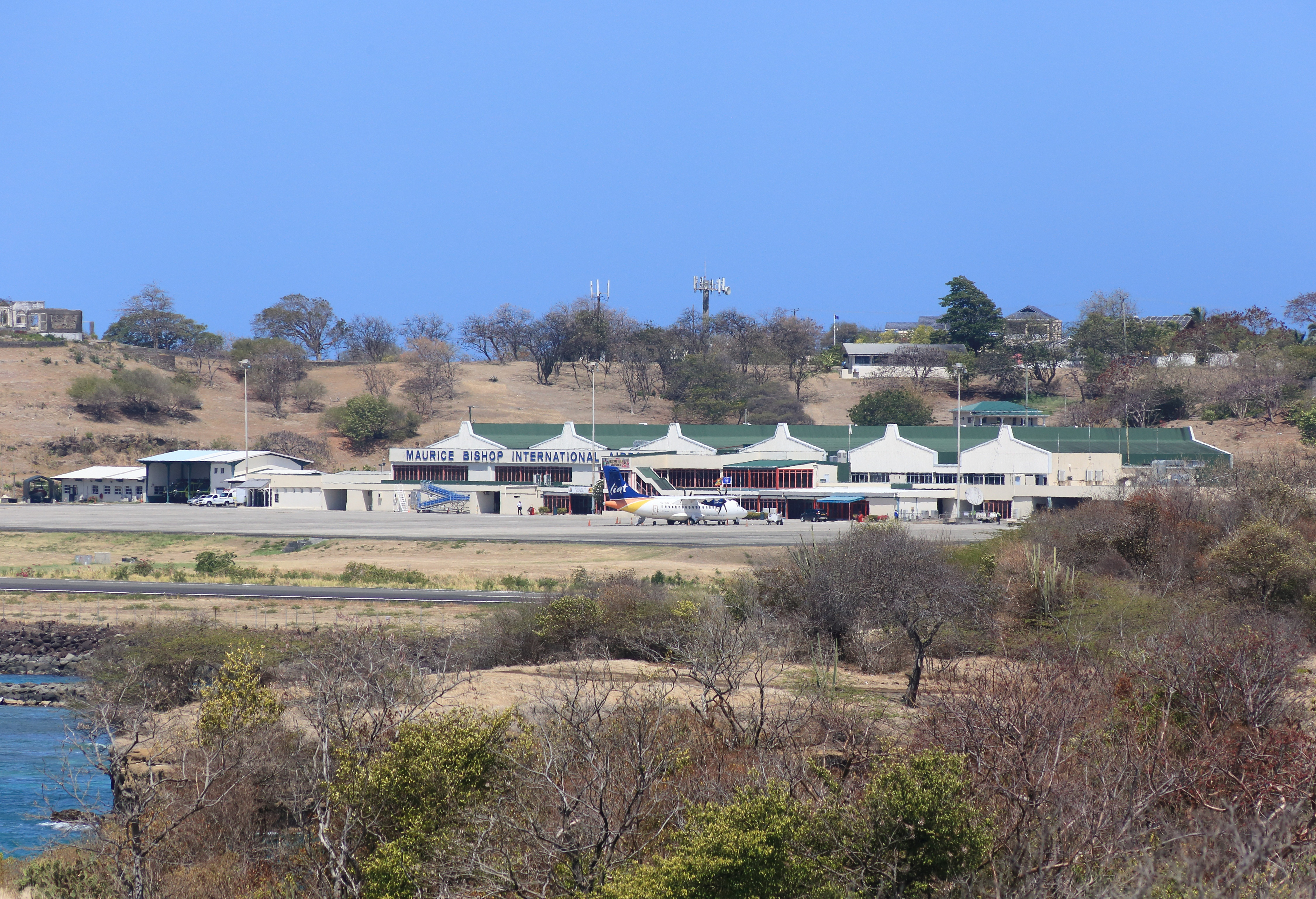
Maurice Bishop International Airport
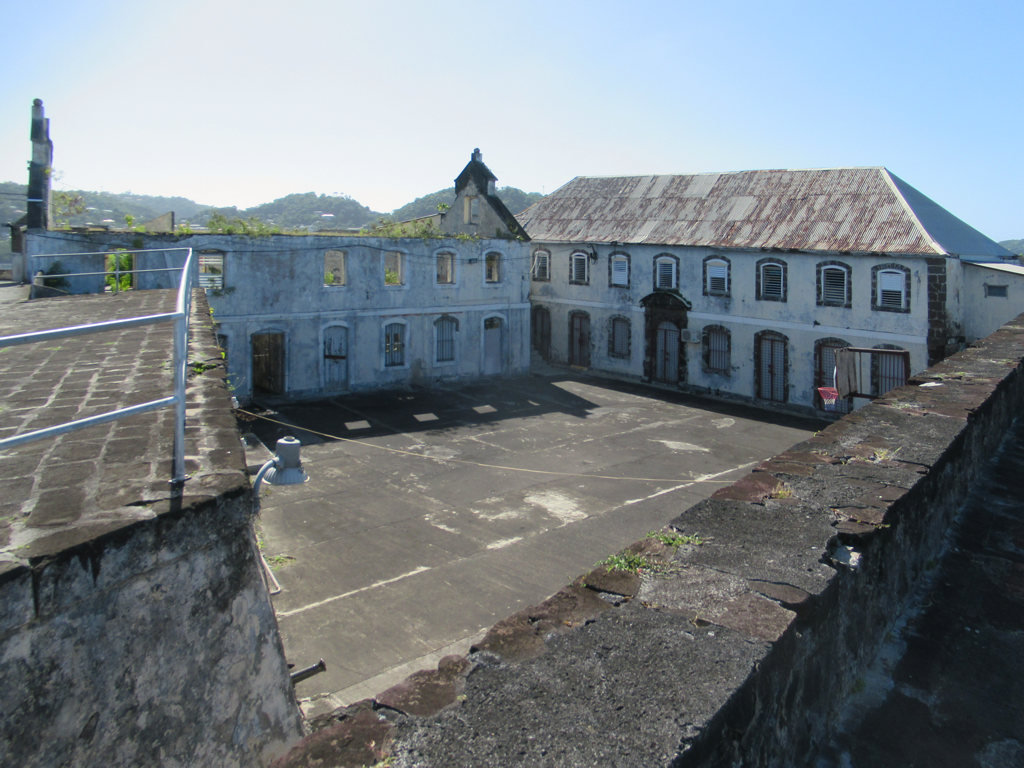
Fort George